# Florian Wedell
Florian Wedell (* 23. August 1991) ist ein deutscher Basketballtrainer.

## Werdegang
Wedell stammt aus Hannover. Er war Jugendtrainer bei der SG 05 Ronnenberg.
2012 kam er als Student nach München und war in den folgenden zehn Jahren als Trainer in der Nachwuchsabteilung des FC Bayern München tätig. Er bildete mit Steffen Hamann und Frank Kropp den Trainerstab der U14-Mannschaft, die 2016 deutscher Meister wurde. 2017 wiederholte man diesen Erfolg mit der U14 des FC Bayern.
Wedell betreute die Münchener U16-Mannschaft in der Jugend-Basketball-Bundesliga und gewann mit dieser 2019 die deutsche Meisterschaft dieser Altersklasse. 2020 wurde Wedell Cheftrainer der U19-Mannschaft des FC Bayern in der Nachwuchs-Basketball-Bundesliga und arbeitete als solcher ebenso wieder mit Hamann zusammen wie bei der dritten FCB-Herrenmannschaft in der 1. Regionalliga, bei der Wedell als Assistenz- und Hamann als Cheftrainer wirkte. Zu den namhaften Spielern, die Wedell in Münchens Jugendmannschaften betreute, gehören Michael Rataj, Benjamin Schröder, Luis Wulff, Mohamed Sillah, Sasha Grant. Zwischen 2015 und 2018 durchlief Wedell die Nachwuchstrainerausbildung der Basketball-Bundesliga.
2022 wechselte Wedell als Assistenztrainer von Anders Sommer zum dänischen Serienmeister Bakken Bears. In diesem Amt trug er dazu bei, dass die Mannschaft aus Aarhus 2023 den europäischen Wettbewerb ENBL gewann, 2023 und 2024 dänischer Meister und 2023 dänischer Pokalsieger wurde sowie 2022 den Einzug in die Champions League schaffte. Im Sommer 2024 trat Wedell das Cheftraineramt beim Zweitligisten BBC Bayreuth an.